# Горілецька сільська рада
Горілецька сільська рада (біл. Гарелецкі сельсавет) — колишня адміністративно-територіальна одиниця в складі Пуховицького району розташована в Мінській області Білорусі. Адміністративним центром було село — Горілець.
Горілецька сільська рада була розташована в межах центральної Білорусі, у східній частині Мінської області орієнтовне розташування — супутникові знимки [Архівовано 1 лютого 2018 у Wayback Machine.], на південний захід від районного центру Мар'їна Горка.
Рішенням Мінської обласної ради депутатів від 29 червня 2006 року, щодо змін адміністративно-територіального устрою Мінської області, сільська рада була зліквідована, а села передані до складу Новосілківської сільської ради.
До складу сільради входили 7 населених пунктів:
Горілець • Липники • Липськ • Піщанка • Птичанська • Ржище • Янка Купала.